# Edward Martyn Rix
Edward Martyn Rix (1943 ) es un botánico, horticultor suizo, que ha trabajado académicamente en el "Instituto de Botánica Sistemática, de la Universidad de Zúrich.

## Algunas publicaciones
- edward m. Rix, dora Rast. 1975. Nectar sugars and subgeneric classification in Fritillaria. Biochemical Systematics and Ecology 2 ( 3-4 ): 207-209
- -----, brian Mathew. 2007. Puschkinia peshmenii Hyacinthaceae. En: Curtis's Botanical Magazine 24 ( 1 ): 54-57

### Libros
- Cook, c.d.k.; b.j. Gut, e.m. Rix. 1974. Water Plants Of The World: A Manual For The Identification Of The Genera Of Freshwater Macrophytes. Ed. Springer. 576 pp. ISBN 90-6193-024-3

- 1983. Growing bulbs. Ed. Croom Helm. 209 pp. ISBN 0-917304-87-X

- Redouté, pierre joseph (1759-†1840), e. martyn Rix, william thomas Stearn. 1987. Redouté's fairest flowers. Ed. Prentice Hall. 310 pp.

- Phillips, roger; e. martyn Rix. 1988. Roses. Ed. Random House Book of... Series. 224 pp. ISBN 0-394-75867-6

- 1990. The art of botanical illustration. Ed. Arch Cape Press. 224 pp.

- Phillips, roger; e. martyn Rix, alison Rix. 1998. Conservatory and indoor plants. The garden plant series, volumen 1 de Conservatory and indoor plants: plants for warm gardens. Ed. Pan. 286 pp. ISBN 0-330-37375-7

- -----, -----. 2002. The Botanical Garden: Perennials and annuals. Volumen 2. Ed. Firefly Books. 540 pp. ISBN 1-55297-592-4

- -----, -----. 2004. The ultimate guide to roses: a comprehensive selection. Ed. Macmillan. 288 pp. ISBN 1-4050-4920-0

- Sherwood, shirley; e. martyn Rix. 2008. Treasures of botanical art: icons from the Shirley Sherwood and Kew collections. Ed. Kew Pub. 272 pp. ISBN 1-84246-221-0

## Honores

### Eponimia
- (Hyacinthaceae) Bellevalia rixii Wendelbo[1]

- (Liliaceae) Fritillaria rixii Zaharof[2]

- La abreviatura «Rix» se emplea para indicar a Edward Martyn Rix como autoridad en la descripción y clasificación científica de los vegetales.[3]